# Мокрине (Херцег Нови)
Мокрине је насеље у општини Херцег Нови у Црној Гори. Према попису из 2003. било је 131 становника (према попису из 1991. било је 151 становника).

## Демографија
У насељу Мокрине живи 118 пунолетних становника, а просечна старост становништва износи 49,8 година (46,0 код мушкараца и 52,9 код жена). У насељу има 51 домаћинство, а просечан број чланова по домаћинству је 2,57.
Ово насеље је углавном насељено Србима (према попису из 2003. године), а у последња три пописа, примећен је пад у броју становника.
|  |

| Демографија | Демографија | Демографија |
| Година      | Становника  | Становника  |
| ----------- | ----------- | ----------- |
|             |             |             |
|             |             |             |
|             |             |             |
|             |             |             |
| 1948.       | 611         |             |
| 1953.       | 583         |             |
| 1961.       | 348         |             |
| 1971.       | 273         |             |
| 1981.       | 223         |             |
| 1991.       | 151         | 151         |
| 2003.       | 131         | 131         |
|             |             |             |

| Етнички састав према попису из 2003.‍ | Етнички састав према попису из 2003.‍ | Етнички састав према попису из 2003.‍ | Етнички састав према попису из 2003.‍ | Етнички састав према попису из 2003.‍ |
| ------------------------------------ | ------------------------------------ | ------------------------------------ | ------------------------------------ | ------------------------------------ |
|                                      |                                      |                                      |                                      |                                      |
| Срби                                 | Срби                                 |                                      | 93                                   | 70,99%                               |
| Црногорци                            | Црногорци                            |                                      | 18                                   | 13,74%                               |
| Југословени                          | Југословени                          |                                      | 4                                    | 3,05%                                |
| непознато                            | непознато                            |                                      | 10                                   | 7,63%                                |

| Година пописа     | 1948. | 1953. | 1961. | 1971. | 1981. | 1991. | 2003. |
| ----------------- | ----- | ----- | ----- | ----- | ----- | ----- | ----- |
| Број домаћинстава | 141   | 132   | 82    | 73    | 62    | 48    | 51    |

| Број чланова      | 1  | 2  | 3  | 4 | 5 | 6 | 7 | 8 | 9 | 10 и више | Просек |
| ----------------- | -- | -- | -- | - | - | - | - | - | - | --------- | ------ |
| Број домаћинстава | 51 | 15 | 14 | 9 | 8 | 3 | 1 | 0 | 1 | 0         | 0      |

| Пол    | Укупно | Неожењен/Неудата | Ожењен/Удата | Удовац/Удовица | Разведен/Разведена | Непознато |
| ------ | ------ | ---------------- | ------------ | -------------- | ------------------ | --------- |
| Мушки  | 53     | 23               | 25           | 5              | 0                  | 0         |
| Женски | 70     | 19               | 24           | 27             | 0                  | 0         |
| УКУПНО | 123    | 42               | 49           | 32             | 0                  | 0         |

| Пол    | Укупно                    | Пољопривреда, лов и шумарство | Рибарство                            | Вађење руде и камена | Прерађивачка индустрија       |
| ------ | ------------------------- | ----------------------------- | ------------------------------------ | -------------------- | ----------------------------- |
| Мушки  | 18                        | 2                             | 0                                    | 0                    | 1                             |
| Женски | 19                        | 1                             | 0                                    | 0                    | 0                             |
| УКУПНО | 37                        | 3                             | 0                                    | 0                    | 1                             |
| Пол    | Производња и снабдевање   | Грађевинарство                | Трговина                             | Хотели и ресторани   | Саобраћај, складиштење и везе |
| Мушки  | 2                         | 3                             | 2                                    | 1                    | 4                             |
| Женски | 0                         | 0                             | 5                                    | 3                    | 0                             |
| УКУПНО | 2                         | 3                             | 7                                    | 4                    | 4                             |
| Пол    | Финансијско посредовање   | Некретнине                    | Државна управа и одбрана             | Образовање           | Здравствени и социјални рад   |
| Мушки  | 0                         | 0                             | 0                                    | 1                    | 1                             |
| Женски | 0                         | 0                             | 1                                    | 1                    | 6                             |
| УКУПНО | 0                         | 0                             | 1                                    | 2                    | 7                             |
| Пол    | Остале услужне активности | Приватна домаћинства          | Екстериторијалне организације и тела | Непознато            | Непознато                     |
| Мушки  | 1                         | 0                             | 0                                    | 0                    | 0                             |
| Женски | 1                         | 0                             | 0                                    | 1                    | 1                             |
| УКУПНО | 2                         | 0                             | 0                                    | 1                    | 1                             |